# Andrea Quarta
Andrea Quarta (Nardò, 9 giugno 1982) è un giocatore di biliardo italiano.
Originario di Carmiano, è fra i migliori giocatori di tutti i tempi nel biliardo all'italiana. 
Cresciuto biliardisticamente nella scuola di Nestor Gomez, a Pompe, vanta un palmarès con innumerevoli trofei vinti a livello Nazionale, Europeo e Mondiale.

## Palmarès
I principali risultati
- 1999 Campione italiano juniores 5 birilli (Saint-Vincent)
- 2003 Campione italiano 1ª categoria 5 birilli (Saint-Vincent)
- 2005 Gran premio goriziana di (Saint-Vincent)
- 2005 Campione Europeo 5 birilli (Brandeburgo)
- 2006 Campione italiano a Squadre 5 birilli  (Saint-Vincent)
- 2007 Campione europeo per nazioni a Squadre 5 birilli (Brandeburgo)
- 2007 Campione Europeo 5 birilli (Mirabella Eclano)
- 2008 Campione del mondo 5 birilli (Sarteano)
- 2008 Gran premio goriziana  di (Saint-Vincent)
- 2010 Campione Europeo 5 birilli (Brandeburgo)
- 2010 Campione italiano Professionisti 5 birilli (Saint-Vincent)
- 2010 Gran premio goriziana di (Saint-Vincent)
- 2012 Campione italiano Professionisti 5 birilli (Saint-Vincent)
- 2013 Campione europeo per nazioni a Squadre 5 birilli (Brandeburgo)
- 2013 Campione italiano Professionisti 5 birilli (Saint-Vincent)
- 2014 Campione italiano Professionisti 5 birilli (Saint-Vincent)
- 2016 Campione italiano Professionisti 5 birilli (Nova Gorica)
- 2017 Trofeo F.I.B.I.S. Fox Sports " I principi del biliardo-5 Birilli " (Cusago)
- 2017 Campione europeo per nazioni a Squadre 5 birilli (Brandeburgo)
- 2017 Gran premio di goriziana (Saint-Vincent)
- 2018 2°Trofeo F.I.B.I.S Fox Sports " I Principi del biliardo-Tutti doppi " (Cusago)
- 2018 Campione Europeo Club Teams 5 Birilli ( Morangis)
- 2019 Campione del mondo a squadre per nazioni 5 birilli (One up Investing World Cup) (Lugano)
- 2019 Campione Europeo a squadre per nazioni 5 birilli (Brandeburgo)
- 2019 Campione europeo 5 birilli (Brandeburgo)
- 2019 Campione italiano Professionisti 5 birilli (Saint-Vincent)
- 2020 Campione Italiano 5 birilli (AICS) (Altavilla Vicentina)
- 2022 Campione del Mondo 5 birilli (Calangianus)
- 2023 Campione Europeo a squadre per Nazioni 5 birilli (Antalya)
- 2023 Campione Europeo 5 birilli (Antalya)
- 2023 Campione Italiano a Squadre di Serie A (Salerno)
- 2023 Campione Italiano a Squadre di Eccellenza (Rho)
- 2023 Campione del Mondo a Squadre per Nazioni 5 birilli (Austria)
- 2024 Campione Europeo a Squadre Nazionali di Biathlon (Calangianus)
- 2024 Campione Europeo a Squadre Nazionali 5 birilli (Calangianus)
- 2024 Campione italiano Professionisti 5 birilli (Saint-Vincent)
- 2024 Campione Italiano a Squadre di Eccellenza (Rho)

## Fibis Challenge
Vittorie complessive nel circuito Professionistico 
1. Stagione 2003/2004 (Biella)
2. Stagione 2004/2005 (Barletta)
3. Stagione 2005/2006 (Siena)
4. Stagione 2005/2006 (Agrigento)
5. Stagione 2005/2006 (Avellino)
6. Stagione 2006/2007 (Avellino)
7. Stagione 2007/2008 (Milano)
8. Stagione 2008/2009 (Foggia)
9. Stagione 2008/2009 (Milano)
10. Stagione 2009/2010 (Vibo Valentia)
11. Stagione 2010/2011 (Lecce)
12. Stagione 2011/2012 (Prato)
13. Stagione 2012/2013 (San Remo)
14. Stagione 2012/2013 (Campione d'Italia)
15. Stagione 2012/2013 (Sant'Antonino di Susa)
16. Stagione 2013/2014 (Mantova)
17. Stagione 2014/2015 (Barletta)
18. Stagione 2014/2015 (Battipaglia)
19. Stagione 2015/2016 (Sanremo)
20. Stagione 2015/2016 (Maglie)
21. Stagione 2015/2016 (Castrolibero )
22. Stagione 2015/2016 (Varese)
23. Stagione 2016/2017 (Desio)
24. Stagione 2016/2017 (Sant'Antonino di Susa)
25. Stagione 2017/2018 (Settimo Torinese)
26. Stagione 2018/2019 (Massafra)
27. Stagione 2018/2019 (Desio)
28. Stagione 2019/2021 (Arco di Trento)
29. Stagione 2021/2022 (Ragusa)
30. Stagione 2021/2022 (Salerno)
31. Stagione 2022/2023 (Salerno)
32. Stagione 2023/2024 (Arco di Trento)
33. Stagione 2023/2024 (Salerno)
34. Stagione 2024/2025 (Maddaloni)
35. Stagione 2024/2025 (Lucera)
36. Stagione 2024/2025 (Montesilvano)